# Coreca
Coreca – dzielnica miasta Amantea, w prowincji Cosenza we Włoszech. Znajduje się blisko granicy miasto Campora San Giovanni.

## Granice i terytorium

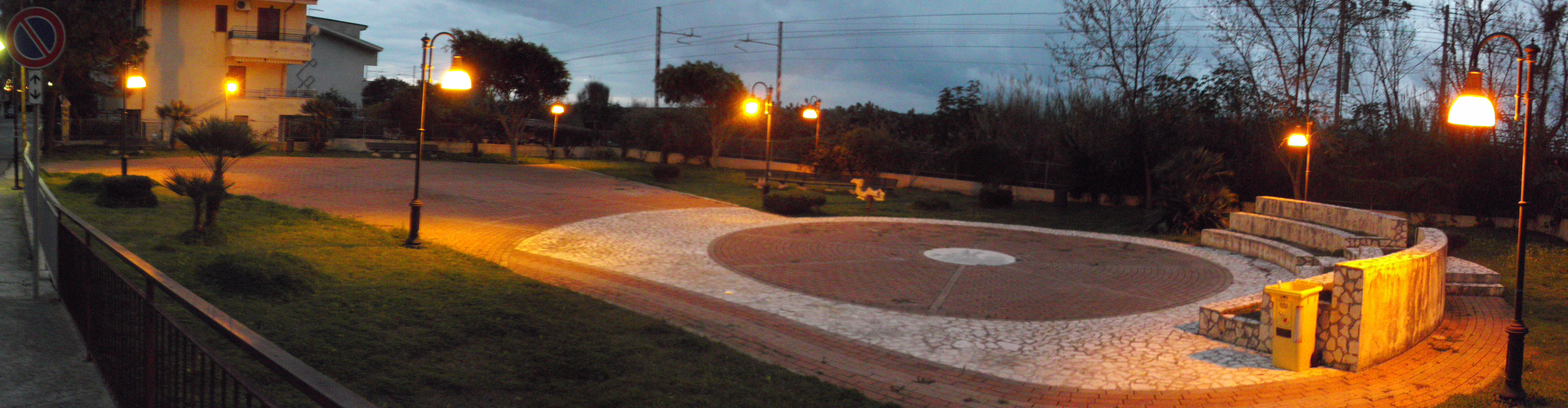
Jeden z placów w miejscowości Coreca w nocy

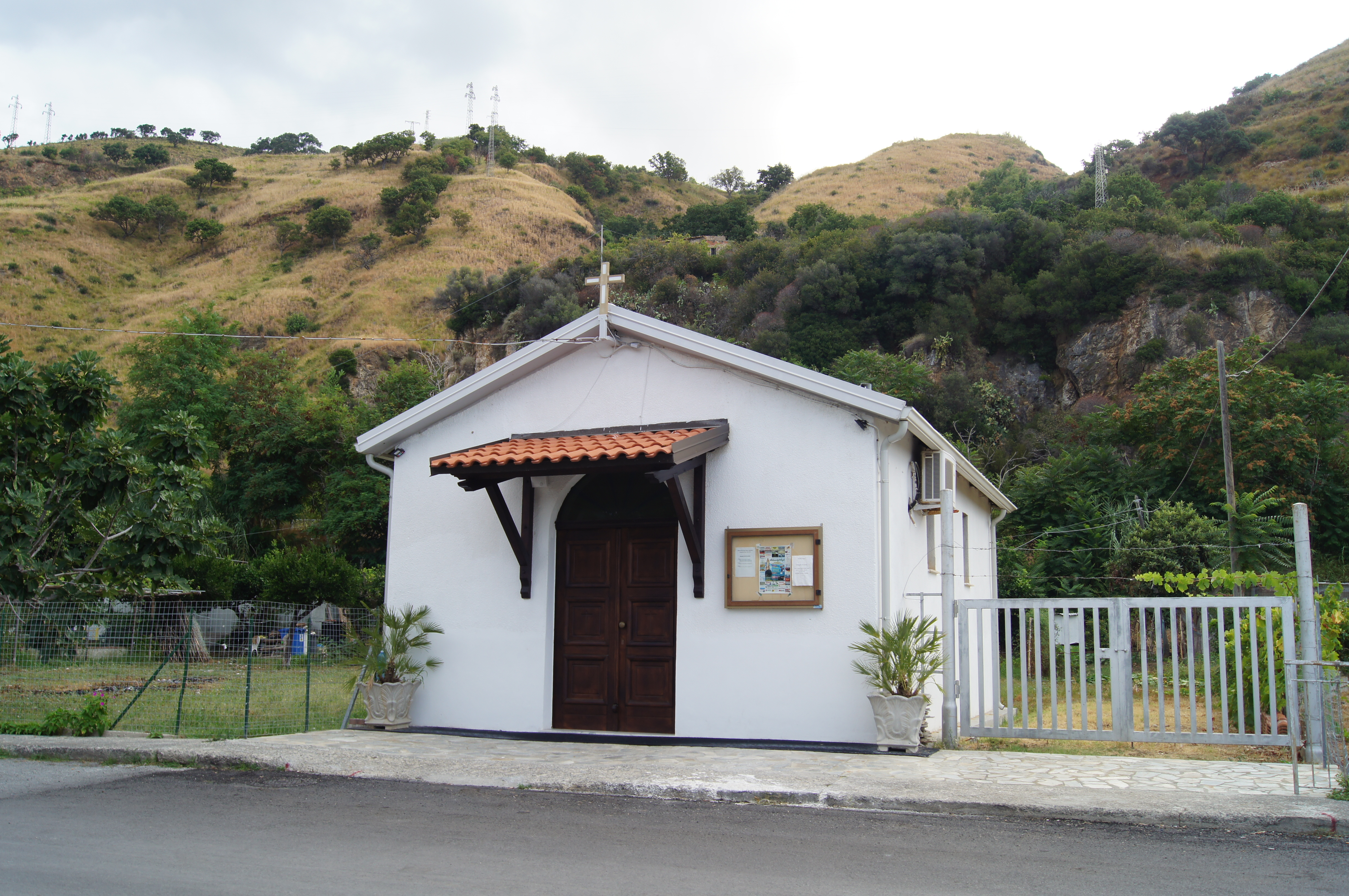
Kościół Matki Bożej Anielskiej

Coreca wychodzi na zachód na Morze Tyrreńskie i leży w gminie Amantea, na południu zaczyna się granica z Campora San Giovanni. Obszar składa się głównie ze skalistego cyplu, na obszarze równistym leży centrum miasta. Terytorium dzielnicy zawiera również pagórkowaty teren i szerokie plaże. Klimat jest łagodny.

## Gospodarka
Coreca oraz sąsiednia dzielnica Campora San Giovanni czerpie dochody z hotelarstwa i turystyki. Jest też kilka małych fabryk (przemysł spożywczy, mechaniczny i meblowy).

## Podział administracyjny
Od 2017 r. Coreca jest podzielona na następujące contrade:
| - Formiciche - Giascogne (w miejscowym dialekcie Juascugnu) - Grotte (w miejscowym dialekcie "i Grutti") | - La Pietra (w miejscowym dialekcie a Petraja) - Marinella (od 2011 r.) - Oliva (od 2011 r.) | - Stritture (do 2008 r. przekazana miejscowości Campora San Giovanni a następnie znowu od 2011 r.) - Salto da Zita - Scogliera |

## Zabytki i atrakcje turystyczne
W latach 1964–1965 wybudowano kościół Matki Bożej Anielskiej. Kościół jest w stanie pomieścić 65 osób. Każdego roku w święto patronki (22 sierpnia) jest prowadzona procesja ulicami centrum miasta.

## Galeria zdjęć

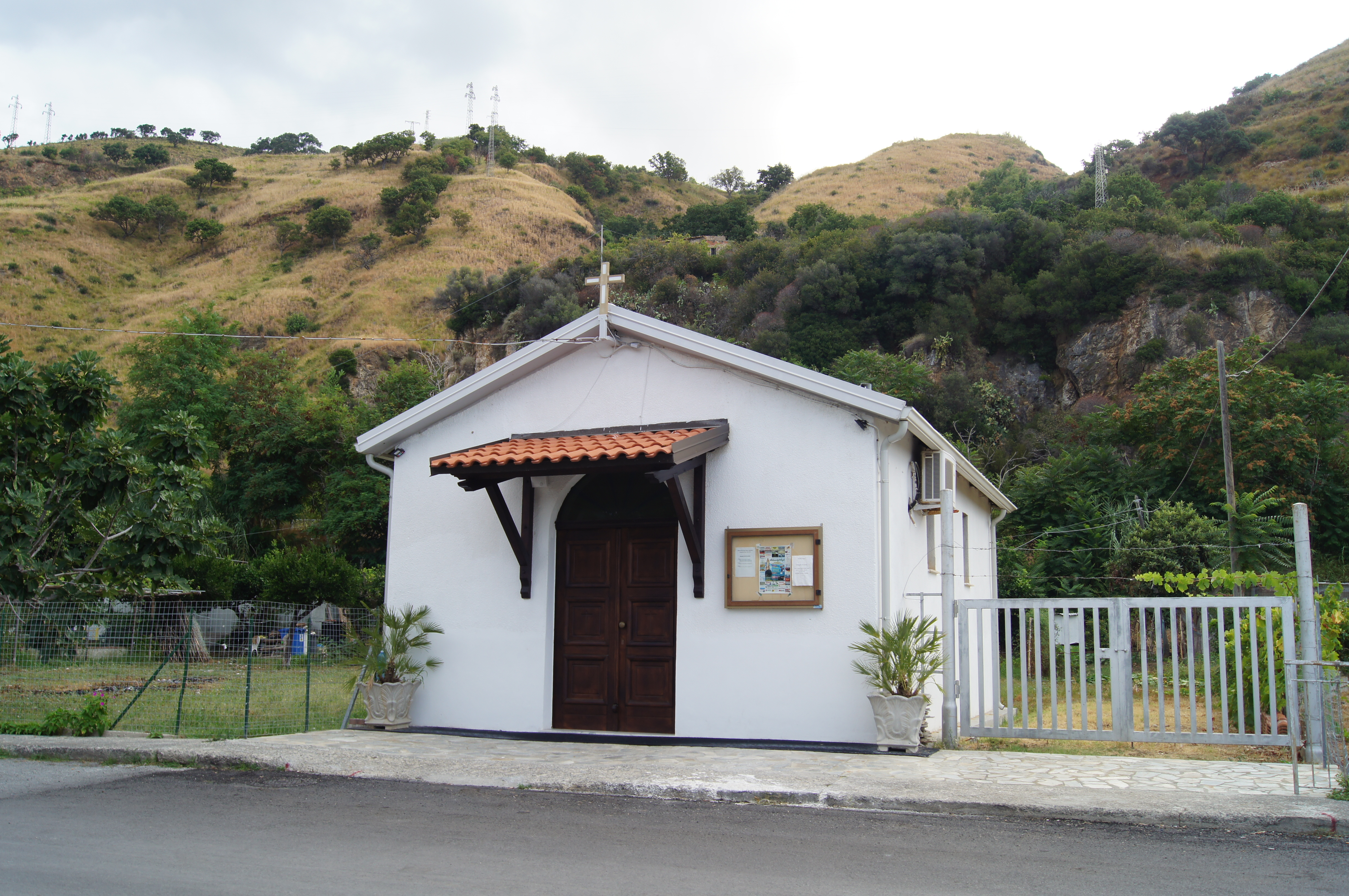
Church of Our Lady of the Angels in Coreca
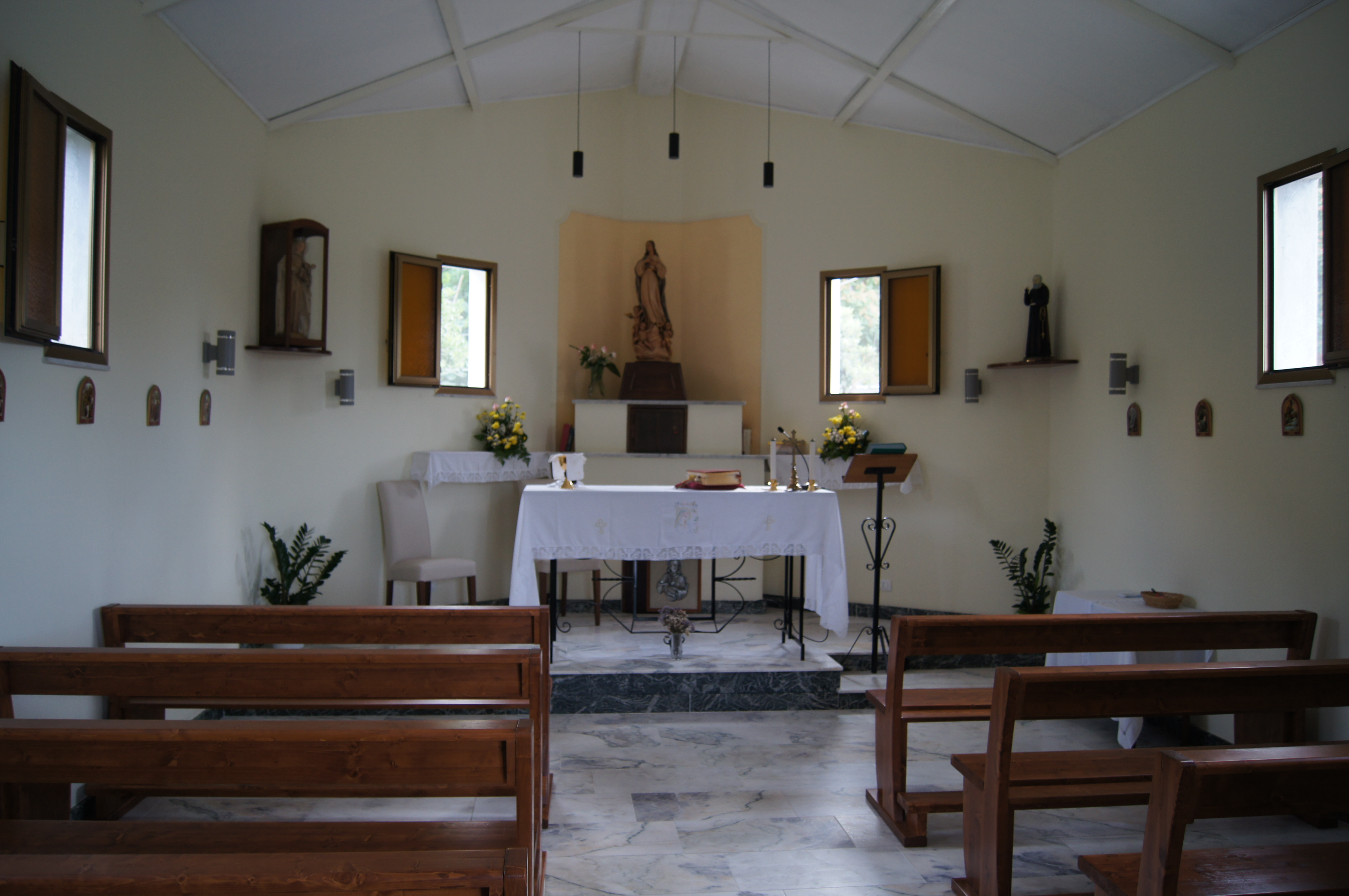
Interior of the Coreca Church
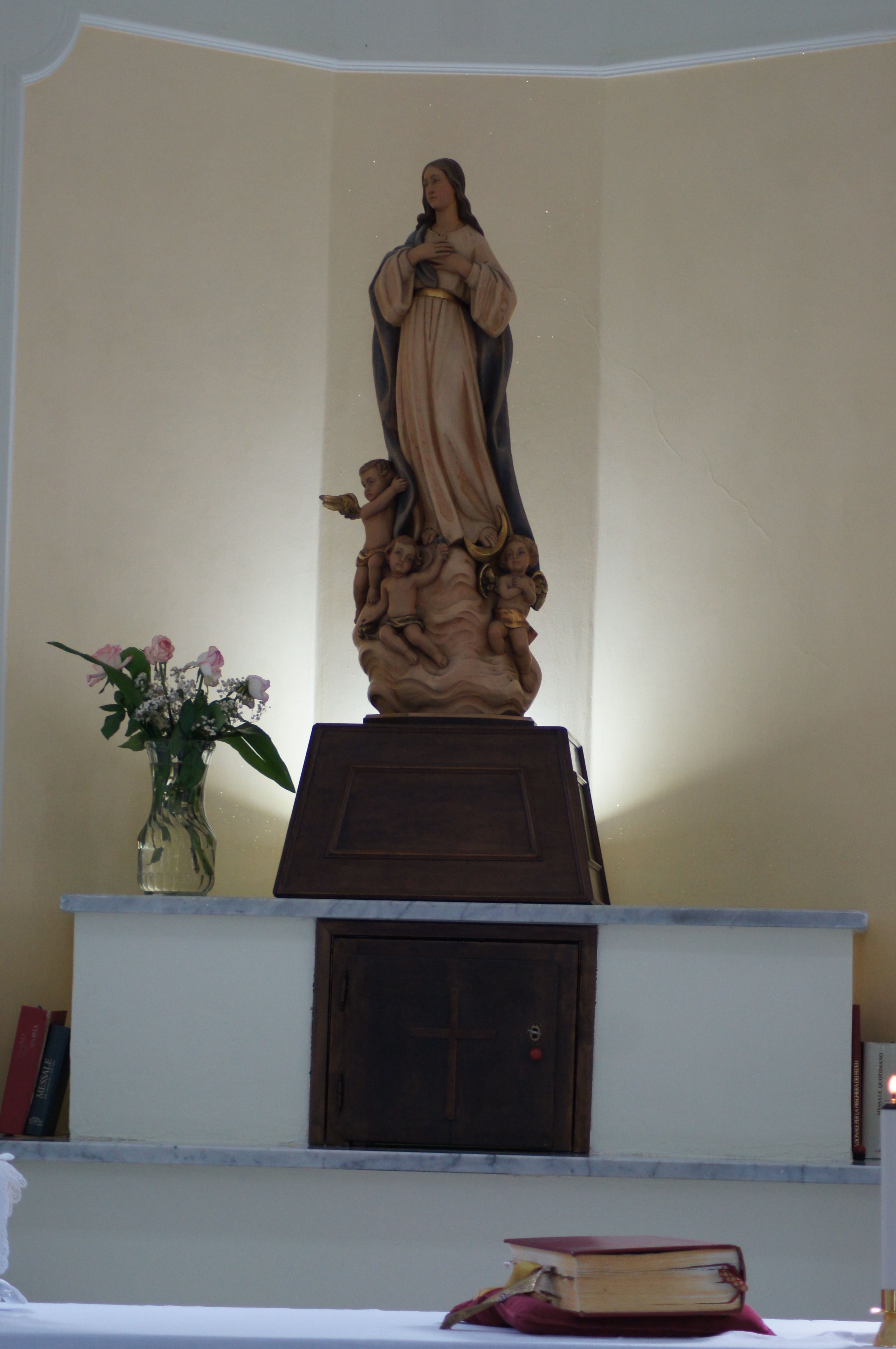
Statue of Our Lady of the Angels in Coreca
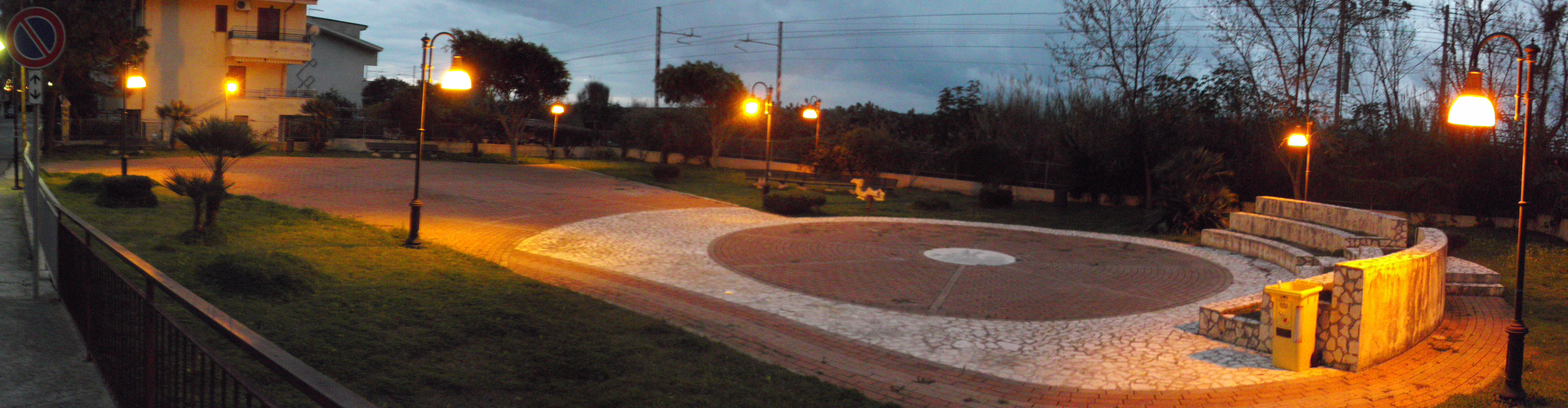
The square of Coreca in an evening view
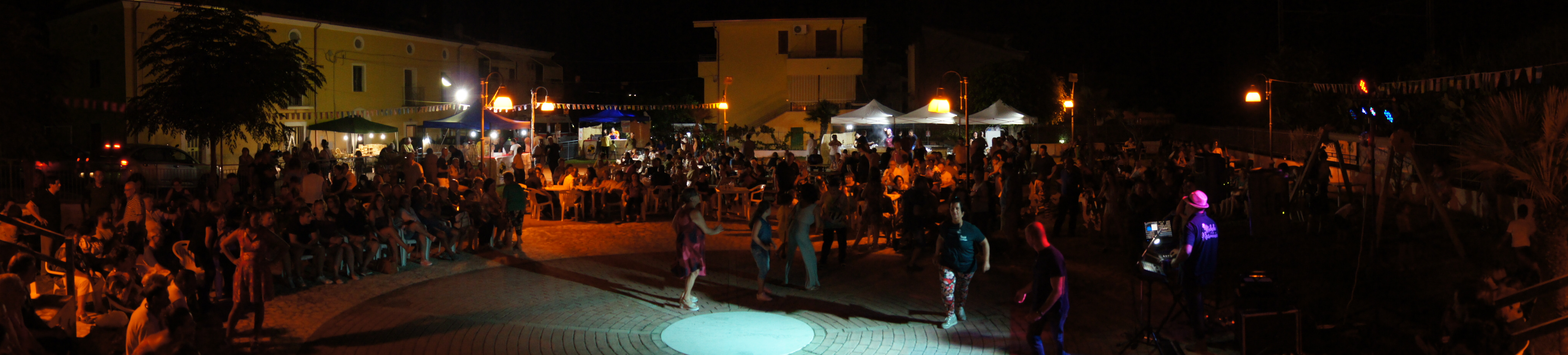
The Coreca's Square in a panoramic night view
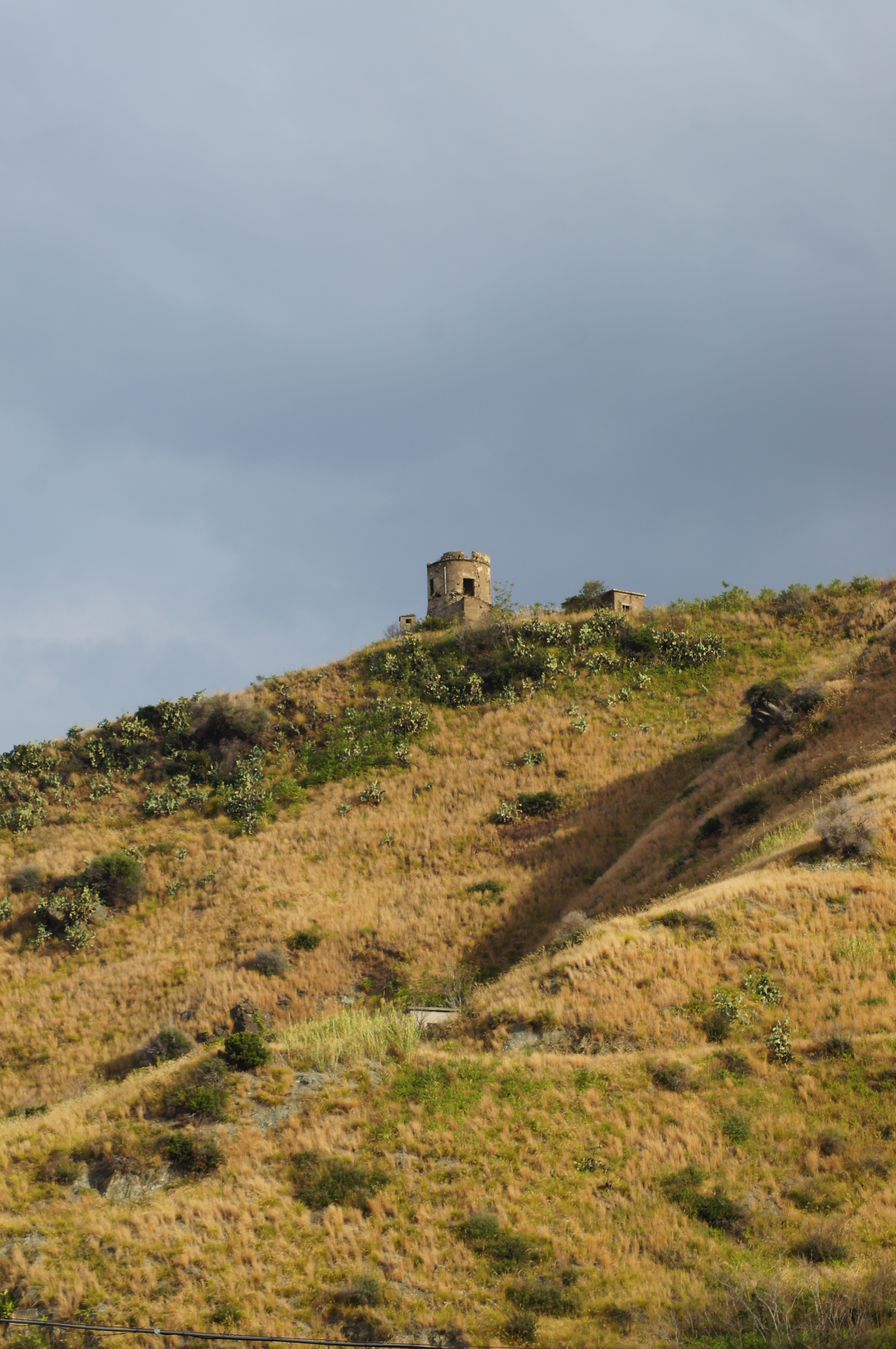
The tower "Turriella"
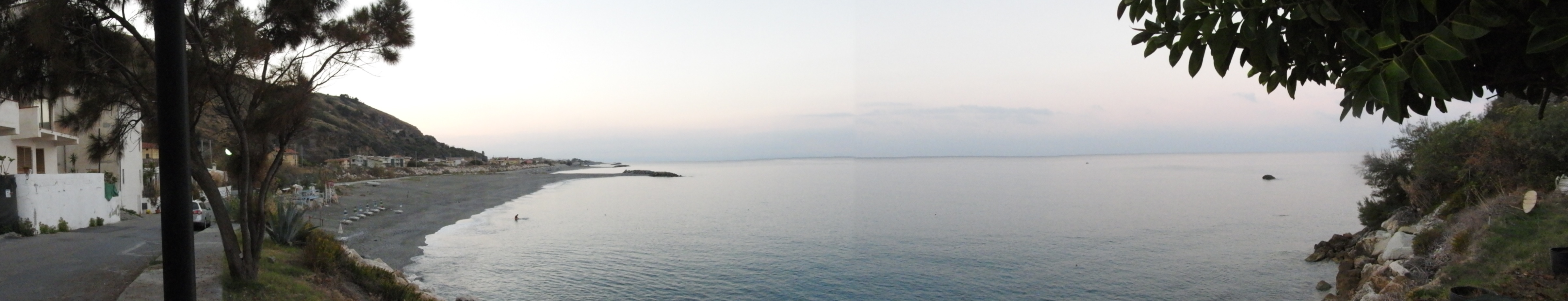
The Coreca's Bay
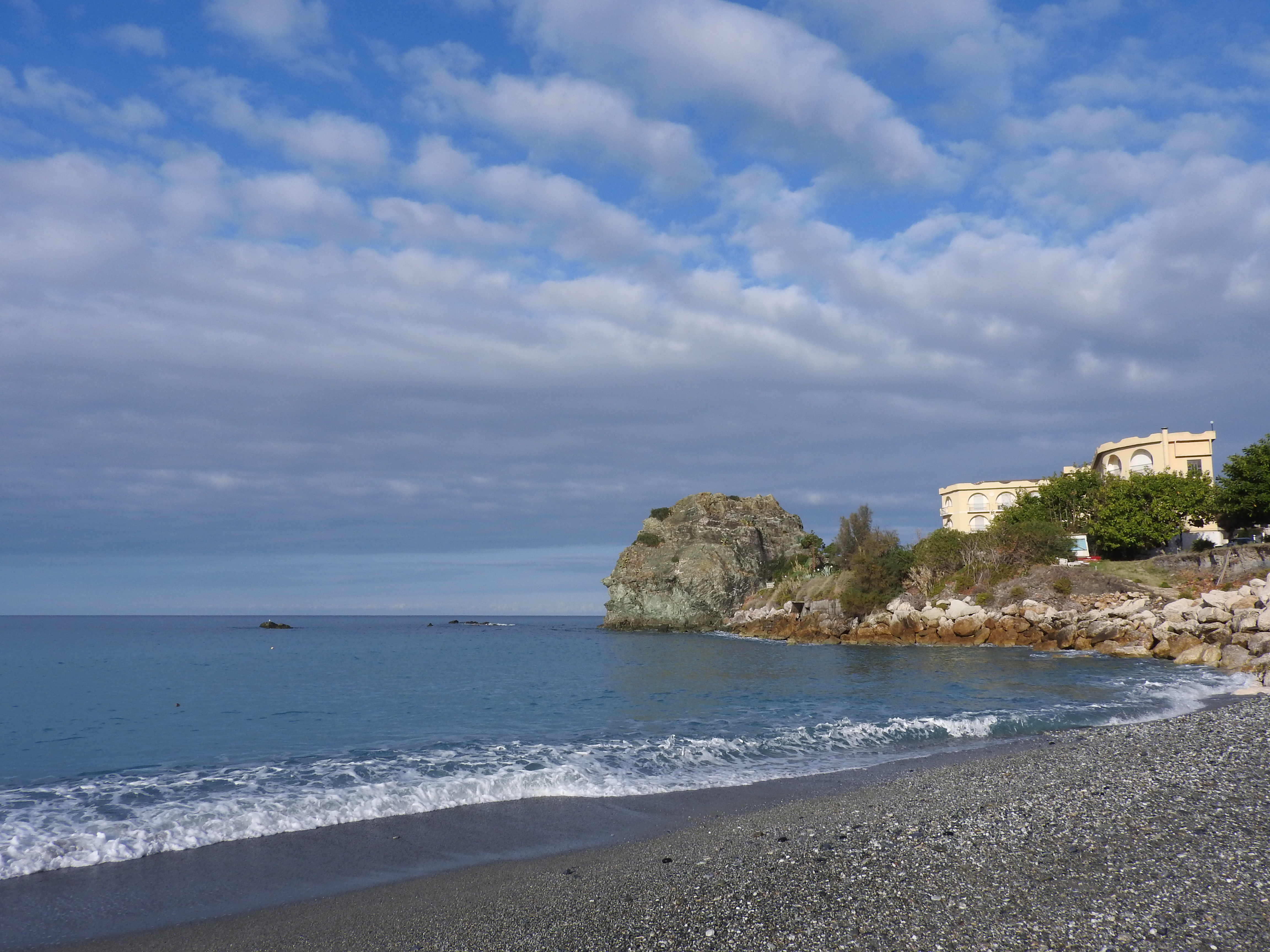
Coreca Beach seen from La Scogliera
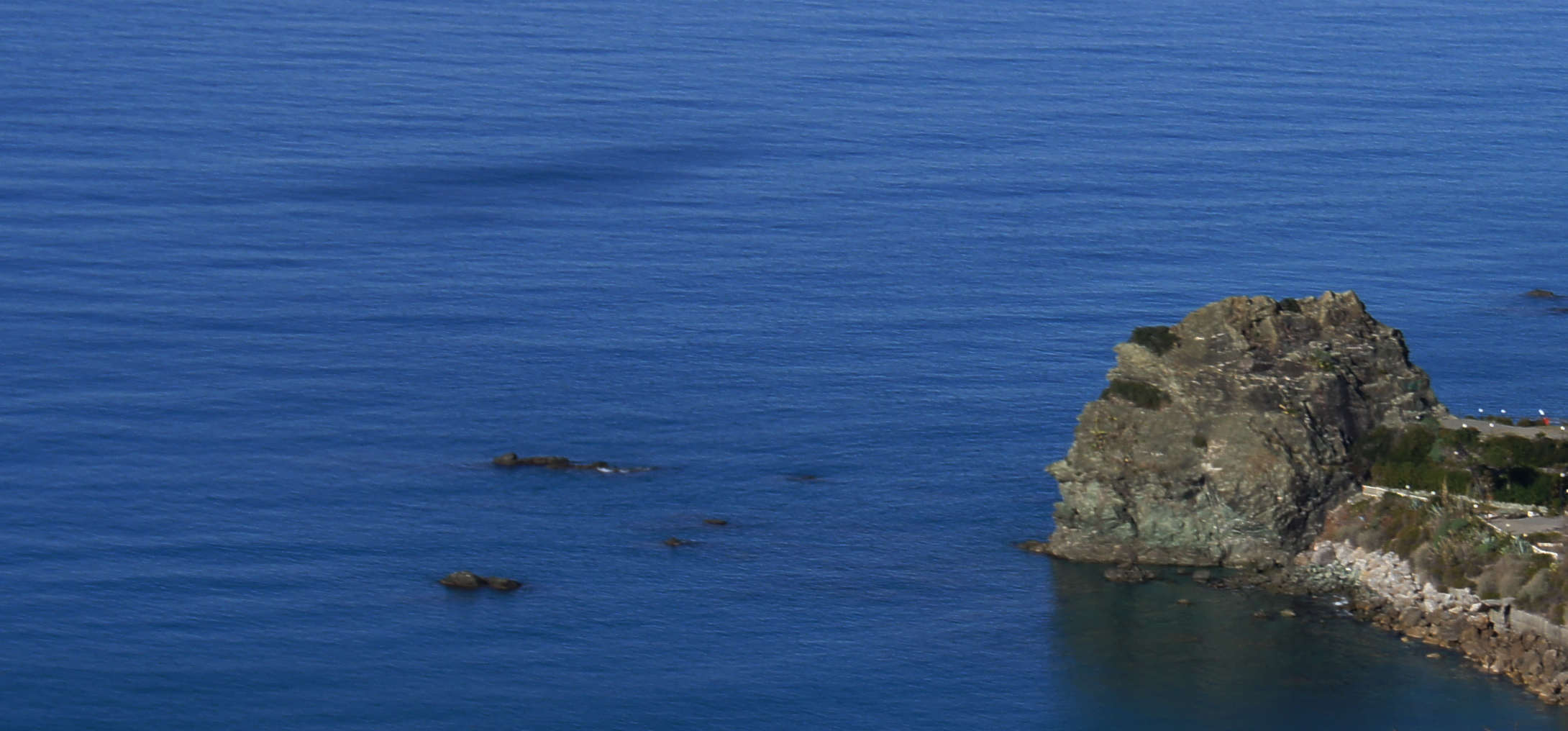
Coreca's Reefs
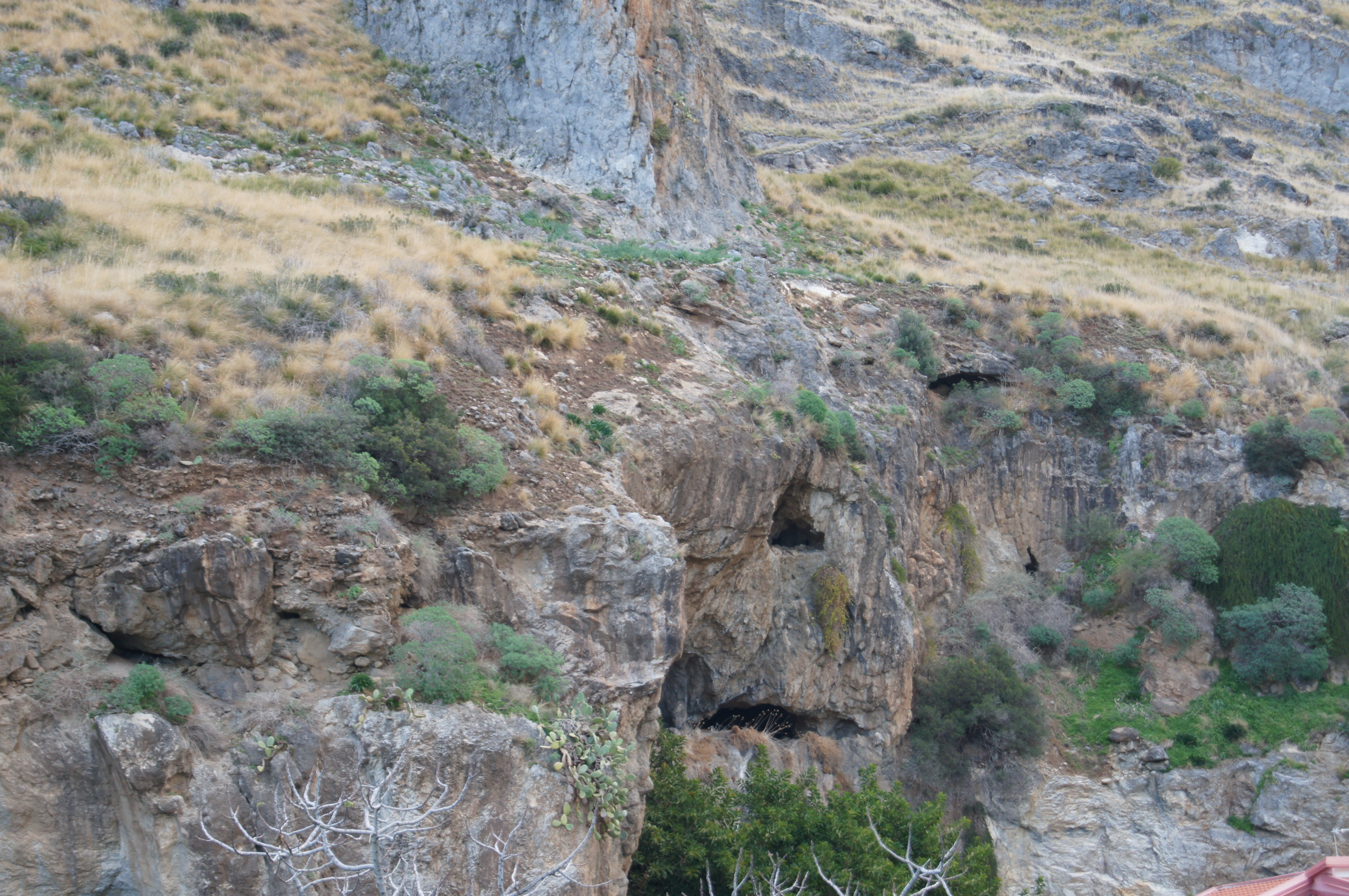
Coreca Cave
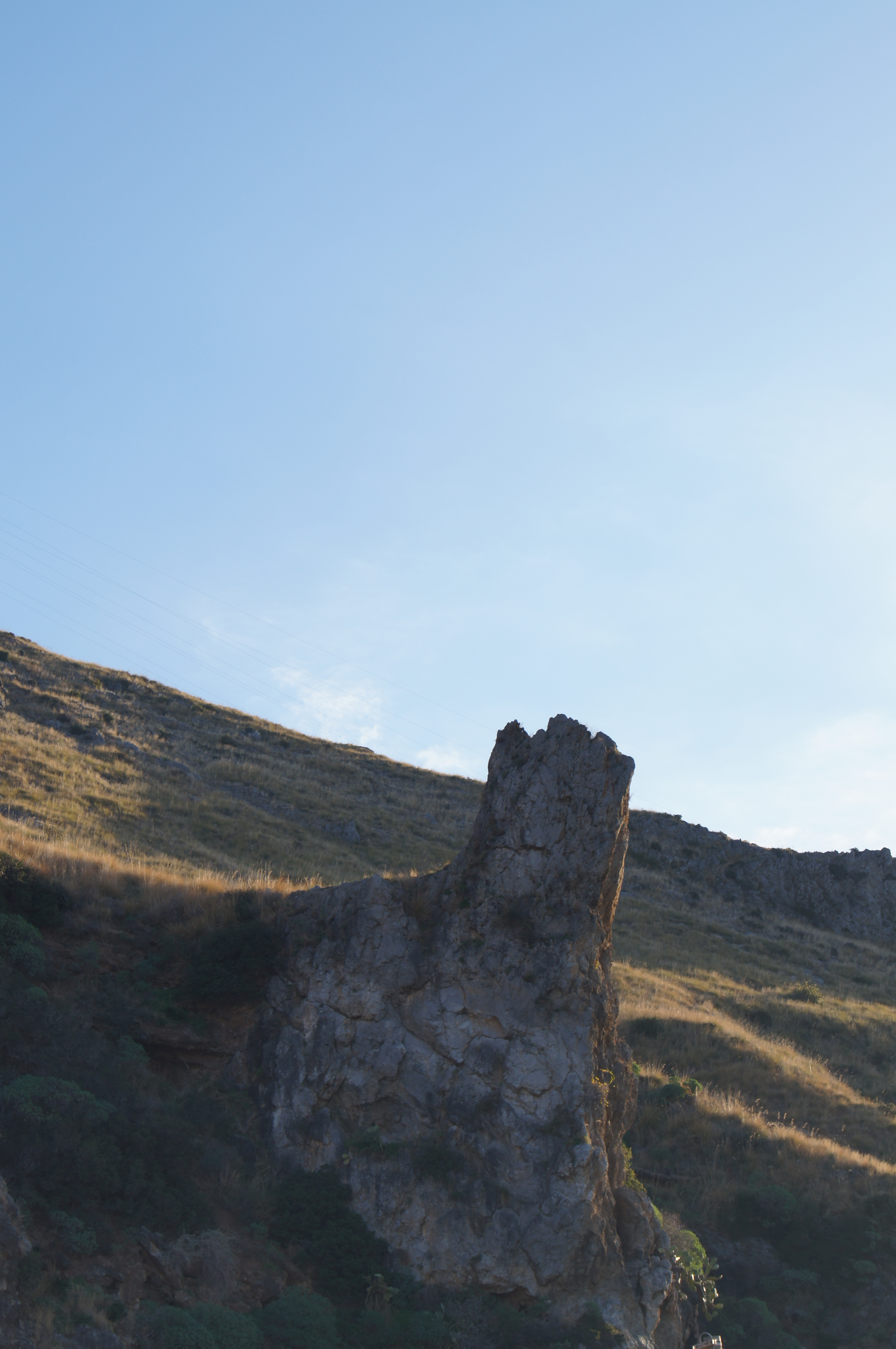
Salto da Zita (Bride's Jump)